# Las Vegas Tennis Open 1997
Il Las Vegas Tennis Open 1997 è stato un torneo di tennis facente parte della categoria ATP Challenger Series nell'ambito dell'ATP Challenger Series 1997. Il torneo si è giocato a Las Vegas negli Stati Uniti dal 10 al 16 novembre 1997 su campi in cemento.

## Vincitori

### Singolare
Christian Vinck ha battuto in finale  Andre Agassi con il punteggio di 6–2, 7–5.

### Doppio
David DiLucia /  Michael Sell hanno battuto in finale  Paul Goldstein /  Jim Thomas con il punteggio di 6–4, 6–4.